# The Merchant of Venice (film fra 1914)
|  | For andre betydninger, se Købmanden i Venedig (flertydig) |
The Merchant of Venice er en amerikansk stumfilm fra 1914 af Phillips Smalley og Lois Weber.

## Medvirkende
- Phillips Smalley som Shylock.
- Lois Weber som Portia.
- Douglas Gerrard som Bassanio.
- Rupert Julian som Antonio.
- Jeanie Macpherson som Nerissa.